# Zethenia crenulata
Zethenia crenulata är en fjärilsart som beskrevs av Alfred Ernest Wileman 1915. Zethenia crenulata ingår i släktet Zethenia och familjen mätare. Inga underarter finns listade i Catalogue of Life.